# آلفرد هنسل
آلفرد هنسل (انگلیسی: Alfred Hensel; ۸ مارس ۱۸۸۰ – ۱۵ سپتامبر ۱۹۶۹) معمار اهل آلمان بود.
وی در بازی‌های المپیک تابستانی ۱۹۲۸ مدال طلا طراحی ساختمان در بخش هنری مسابقات را کسب کرده‌است.